# إدي بايرز
إدي بايرز (بالإنجليزية: Eddie Byers)‏ هو لاعب كرة قدم أسترالية أسترالي، ولد في 10 فبراير 1875 في ملبورن في أستراليا، وتوفي في 23 فبراير 1949 في شاتسوود ‏ في أستراليا.

## وصلات خارجية
- إدي بايرز على موقع AustralianFootball.com (الإنجليزية)
- إدي بايرز على موقع AFLtables.com (الإنجليزية)